# 西部半島國家公園
8°20′26″N 13°9′28″W / 8.34056°N 13.15778°W
西部半島國家公園是塞拉利昂的國家公園，成立於2015年，面積183平方公里，儘管該地區處於受保護，城市侵佔和相關活動導致森林砍伐持續出現。